# Ratchet & Clank (игра, 2002)
Ratchet & Clank — 3D видеоигра для PlayStation 2 в жанре платформер/шутер, разработана Insomniac Games и опубликована Sony Computer Entertainment. Выпущена в 2002 году, это первая игра в серии Ratchet & Clank.
Сюжет игры начинается с того, как антропоморфный персонаж Рэтчет (Ratchet) встречает робота по имени Кланк (Clank) на своей родной планете. Кланк узнаёт, что коварный Председатель Дрек (Chairman Drek) из расы Блэрг планирует создать новую планету для своего вида, при этом разрушив половину галактики. Кланк убеждает Рэтчета помочь ему в его деле и заручиться поддержкой знаменитого супергероя Капитана Кварка (Captain Qwark), но вскоре они осознают, что вынуждены спасать галактику самостоятельно.
Игра предлагает широкий спектр оружия и гаджетов, которые игрок должен использовать, чтобы побеждать многочисленных врагов и преодолевать препятствия на различных планетах вымышленной галактики Солана (Solana). Игра также включает в себя несколько мини-игр, таких как гонки или головоломки, которые игрок должен выполнять по мере прохождения. Игра была положительно воспринята критиками за хорошую графику и разнообразие игрового процесса, а также за интересный научно-фантастический сюжет.

## Геймплей
В Ratchet & Clank, основным играбельным персонажем является Рэтчет, которым игрок управляет от третьего лица. Игрок проходит различные миры с большим арсеналом необычных гаджетов и оружия, используя их, чтобы побеждать врагов и решать задачи. В игре можно купить или найти до 35 видов вооружения. Игрок начинает игру только с двумя предметами: «OmniWrench 8000», стандартным оружием ближнего боя, и бомбометательной перчаткой. По мере прохождения игры становится доступно больше оружия и гаджетов, в том числе Blaster (автоматический пистолет), Pyrociter (огнемёт), и Suck Cannon (оружие, которое засасывает мелких врагов и преобразует их в снаряды). Оружие можно находить, либо покупать с помощью болтов, специальной формы валюты в игре. Эти болты могут быть найдены в ящиках (как и патроны), или сыпаться от поверженных врагов. Игрок также должен покупать патроны для большинства видов оружия, но некоторые из них не требуют боеприпасов. Автоматы, которые продают оружие и боеприпасы, расположены на стратегических точках по всему уровню.
После окончания основной линии, игрок может войти в режим «challenge mode», в котором уровень сложности игры значительно повышается, но все болты и оружие, приобретённое ранее сохраняются. Также появляется функция покупки «золотого оружия», более мощной версии существующего вооружения. Игровая система здоровья начинается с четырёх пузырьков здоровья, но можно приобретать апгрейды, дающие вам в общей сложности восемь жизней.
Как правило, Кланк переносится на спине Рэтчета наподобие рюкзака, действуя как реактивный ранец или одно из других устройств. Иногда, однако, Кланк становится играбельным персонажем, когда Рэтчет не может попасть в определённые зоны. Кланк может контролировать гаджботов, небольших роботов похожих на него самого, которые выполняют его команды. В игре присутствуют гонки, в виде езды на ховербордах. Некоторые гоночные миссии необходимы для прохождения основной линии, другие не являются обязательными. Также присутствуют такие миссии как битвы в открытом космосе и полёты на воздушных танках. Мини-игры для взламывания цифровых замков, раздвигания мостов, или перемещения платформ появляются в большинстве уровней.

## Сюжет
Эта история началась на одной дикой планете под названием Велдин в галактике Солана, где ломбакс по имени Рэтчет трудится над своим космическим кораблём. Он заглядывает в компьютер и проверяет, что ещё осталось сделать. Не хватало роботизированной системы зажигания.
Тем временем на заводе по производству роботов, расположенном на планете Кварту в другом уголке галактики, происходит сбой в системе, и вместо огромного громилы, готового исполнять любые приказы, с конвейера сходит маленький любопытный робот. Он наталкивается на какой-то видеофайл, записанный в память инфобота. В ужасе от его содержания, робот спешит спастись бегством на космическом корабле, но его засекают и сбивают над планетой Велдин.
На Велдине Рэтчет по-прежнему трудится над своим кораблём, когда робот внезапно падает недалеко от его дома. Рэтчет достаёт его из-под обломков, и придумывает ему имя «Кланк» (от англ. Clank — лязг). Кланк показывает Рэтчету инфобота, который содержит запись Председателя Дрека из расы Блэрг, который объясняет, что его родная планета становится необитаемой из-за загрязнения окружающей среды и перенаселения. План Дрека в том, чтобы построить новую планету для своей расы, извлекая массивные куски других планет, попутно их уничтожая.
Кланк предлагает Рэтчету сделку: если Кланк сумеет завести корабль, Рэтчет поможет роботу разыскать известного супергероя Капитана Кварка, чтобы тот помешал Дреку погубить галактику. Вдвоём они отправились на поиски. После долгого исследования галактики они встречают Кварка на планете Рилгар. Тот обманом вынуждает их пройти полную смертельно опасных ловушек полосу препятствий на планете Умбрис.
В итоге они преодолевают и это испытание, но после Кланк заводит себя и Рэтчета в ловушку, приготовленную Кварком, который заточает их в пещере. Здесь Кварк раскрывает, что он работает на Дрека для того, чтобы стать лицом новой планеты Бларгиан.
Кварк оставляет героев сражаться с Бларгианским Кривозубом, а сам сбегает.
Одержав победу, Рэтчет ссорится с Кланком, недовольный тем, что он позволил Кварку обвести их вокруг пальца. Кланк настоятельно призывает Рэтчета продолжать путь, чтобы разобраться с Дреком, но Рэтчет одержим местью.
После, Дрек атакует ближайшую планету. Наблюдая разрушения принесённые Дреком, Рэтчет, наконец, понимает, что он должен быть остановлен и мирится с Кланком, признав свой эгоизм.
В конце концов, Рэтчету удаётся отомстить: Дрек приказывает Кварку устроить засаду и поймать Рэтчета и Кланка, но Рэтчет уничтожает корабль Кварка, и тому приходится совершить аварийную посадку на Олтанисе.
Объединив свои усилия, Рэтчет и Кланк узнают, что Дрек разработал оружие под названием «Депланетизатор». Он собирается использовать его для уничтожения планеты Велдин которая находится на заданной орбите новостроенной планеты. И это выводит Рэтчета из себя.
На Велдине, Рэтчет и Кланк противостоят Дреку. Дрек раскрывает, что это он был тот, кто загрязнил Бларгиан, и он планирует сделать то же самое, и выручить больше денег на его новой планете после того, как вся жилая площадь будет выкуплена.
Начинается битва, в ходе которой Дрек умирает. Рэтчет использует Депланетизатор, чтобы уничтожить планету Дрека, тем самым вызывая падение метеоритов на Велдин. Метеоритная волна отбрасывает Рэтчета и Кланка с платформы; Кланку удаётся ухватиться за выступ и поймать Рэтчета, но нагрузка веса Рэтчета вызывает тяжёлое повреждение руки Кланка.
Рэтчет предлагает починить Кланка и игра заканчивается, они уходят вместе и начинают жить на Велдине в ожидании нового приключения.

## Разработка и релиз
После окончания работы над серией Spyro the Dragon, Insomniac анонсировала запуск проекта под кодовым названием I5 (игра Insomniac № 5) для PlayStation 2. Разработчики, однако, не восхитились этой идеей, и она была заброшена через шесть месяцев. Ratchet & Clank была основана на идее Брайана Хастингса, который мечтал создать своеобразного персонажа — инопланетную рептилию путешествующую в космосе, которая будет собирать различные виды оружия и модернизироваться на протяжении всей игры. Свой нынешний вид Рэтчет получил только после того, как в Insomniac рассмотрели огромное количество различных наземных существ, в том числе собак и крыс; свойства кошачьих обратили на себя внимание разработчиков из-за ассоциации с чувством ловкости.
Другая ранняя идея — иметь ряд небольших роботов помогающих Рэтчету, которые будут выполнять множество различных функций. Однако, в Insomniac поняли, что наличие трёх роботов усложнит игру и породит путаницу о появлении Рэтчета. Поэтому они пришли к выводу включить в игру только одного робота — Кланка. Из финальной версии продукта не было вырезано почти ничего, за исключением некоторых видов оружия и гаджетов, которые по словам разработчиков «просто не были забавными».
Третья ранняя идея — иметь собаку, помогающую как Кланк, но это было выявлено только из Ratchet and Clank 3, в музее Insomniac.
Вскоре после смены названия с I5 на Ratchet & Clank и обнародования проекта, Naughty Dog спросила Insomniac, не будет ли им интересно получить игровые технологии, использованные Naughty Dog в Jak and Daxter: The Precursor Legacy, взамен на предоставление Insomniac всех нововведений, которые они имели. Insomniac согласилась, в результате чего большая часть движка Ratchet & Clank была разработана собственными силами Insomniac, но некоторые очень важные средства визуализации были основаны на технологиях Naughty Dog.
Заглядывая назад, Тэд Прайс, глава Insomniac, сказал, что «Щедрость Naughty Dog дала нам огромную фору в игровой индустрии и позволила нам нарисовать широкие перспективы для игры». Несколько лет спустя Тэд Прайс уточняет позицию Insomniac в создании технологии движка и отмечает своё отношение к полученным средствам визуализации:
«Мы всегда развивали все наши собственные технологии. Для нас тогда было немного обидно слышать, как люди говорят: „О да, игра Insomniac работает на движке Naughty Dog.“ Многие предполагали, что мы использовали движок Naughty Dog для Ratchet & Clank, но это было не так. Мы разделили некоторые технологии с Naughty Dog в прошлом, и это было здорово. Но мы являемся компанией, которая делает ставку на развитие специальных технологий и мы будем продолжать делать это.» — Тэд Прайс, Independent PlayStation Magazine, Сентябрь 2006

#### Релиз игры
- Пре-продакшн Ratchet & Clank начался в конце марта 2001 с командой из примерно 35 человек.
- Игра вошла в стадию производства в ноябре 2001, а к концу проекта команда выросла до 45 членов.
- Игра была выпущена в Северной Америке 4 ноября 2002 и затем в Австралии 6 ноября 2002.
- Позднее она была выпущена в регионах PAL 8 ноября 2002 года.
- В ноябре 2003 года Sony добавила Ratchet & Clank, в их серию игр Greatest Hits для PlayStation 2.
- 22 августа 2003 года она была так же добавлена в Sony Platinum Range, используемый в регионе PAL.
- Игра была добавлена в японский The Best ряд 3 июля 2003; это также была единственная игра, продающаяся в комплекте с PlayStation 2 в Японии.

## Восприятие и критика
| Сводный рейтинг | Сводный рейтинг |
| Агрегатор       | Оценка          |
| --------------- | --------------- |
| GameRankings    | 89,74 %         |

Ratchet & Clank была встречена в целом благоприятными отзывами. В ревью игры GameSpot описал её так: «отличная графика, разнообразный геймплей и необычное управление». Использование в игре оружия, а не только атак ближнего боя, было представлено в качестве одной из основных особенностей, которая отличает её от других платформеров. Computer and Video Games сказал, что «Превращение в „берсерка“ с Рэтчетом […] довольно захватывающе[…] Каждый раз, когда вы бьёте врага здоровенным инструментом, это выглядит, звучит и ощущается довольно круто. […] Более того, то же самое можно сказать и о всех других видах оружия, которые вы собираете и используете в вашем межгалактическом приключении». GameSpot также отметил, что игрок не должен следовать теми же путями несколько раз, как это было принято во всех подобных играх того времени. Gameplanet сказал, что это был «просто лучший платформер на PS2 и, возможно, даже лучшая игра среди всех жанров!»
Обозреватели восхищались графикой игры, в частности, указывая на высоко качественный для игр того времени дизайн персонажей и окружающего мира. GameSpy назвал графику «умопомрачительной», а GameSpot похвалил игру за плавную кадровую частоту. GameZone отметил анимацию Рэтчета, восторгаясь деталями его прорисовки. Рецензоры нашли озвучивание игры и другие аудио-элементы неплохими. IGN прокомментировал игровой искусственный интеллект, сказав, что он был не так хорош, как в Jak and Daxter: The Precursor Legacy, однако назвав его «несколько комическим и весьма утончённым». Gameplanet также заметил, что игровые уровни были отлично продуманы.
Несмотря на это, критике было подвержено поведение камеры в игре, которое Eurogamer счёл нередко «идиотским», к примеру в сражениях с боссами, в которых камера была сфокусирована на противнике, и не двигалась свободно. Также, по мнению Allgame, трудно было установить эмоциональную связь с главными героями Ratchet & Clank, он заявил, что Рэтчет — это «типичный подросток […] которому не требуется ничего кроме азарта и приключений», а Кланк — «стереотипный интеллектуал; важничающий и до безобразия щепетильный», считая, что персонажи Jak and Daxter: The Precursor Legacy были «гораздо более симпатичны». Некоторая критика была направлена на сюжет, например, GameSpy сказал, что с течением времени игра становилась предсказуемой, скучной и «просто мягкой». Критики также писали, что первая половина игры «вызовет зевоту», но как только игрок достигает планеты Рилгар становится намного интересней и трудней; наконец GamePro заявил, что игрок не «вникает в общий процесс» в первых эпизодах игры.